# Подгора (Добрепоље)
Подгора (словен. Podgora) је насељено место у општини Добрепоље, Средњесловенска регија, Словенија.

## Историја
До територијалне реорганизације у Словенији била је у саставу старе општине Гросупље.

## Становништво
У попису становништва из 2011. године, Подгора је имала 123 становника.
| Број становника према пописима | Број становника према пописима | Број становника према пописима |
| ------------------------------ | ------------------------------ | ------------------------------ |
| 1991                           | 2002                           | 2011                           |
| 120                            | 123                            | 123                            |

Напомена: Године 2012. извршена је мања размена територија између насеља Компоље и Подгора.